# Vorey
Vorey – miejscowość i gmina we Francji, w regionie Owernia-Rodan-Alpy, w departamencie Górna Loara.
Według danych na rok 1990 gminę zamieszkiwało 1315 osób, a gęstość zaludnienia wynosiła 34 osoby/km² (wśród 1310 gmin Owernii Vorey plasuje się na 165. miejscu pod względem liczby ludności, natomiast pod względem powierzchni na miejscu 105.).